# 3e étape du Tour de France 1903
Pour un article plus général, voir Tour de France 1903.
La 3e étape du Tour de France 1903 s'est déroulée le mercredi 8 juillet.
Elle part de Marseille (Bouches-du-Rhône) et arrive à Toulouse (Haute-Garonne), pour une distance de 423 kilomètres.
L'étape est remportée par le Français Hippolyte Aucouturier, déjà vainqueur de l'étape précédente, tandis que son compatriote Maurice Garin, vainqueur de la 1re étape, conserve la tête du classement général.

## Parcours et déroulement de la course

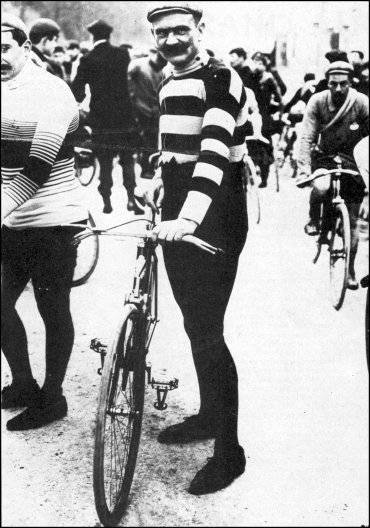
Hippolyte Aucouturier, vainqueur de l'étape

### Parcours de la3eétape: Marseille-Toulouse

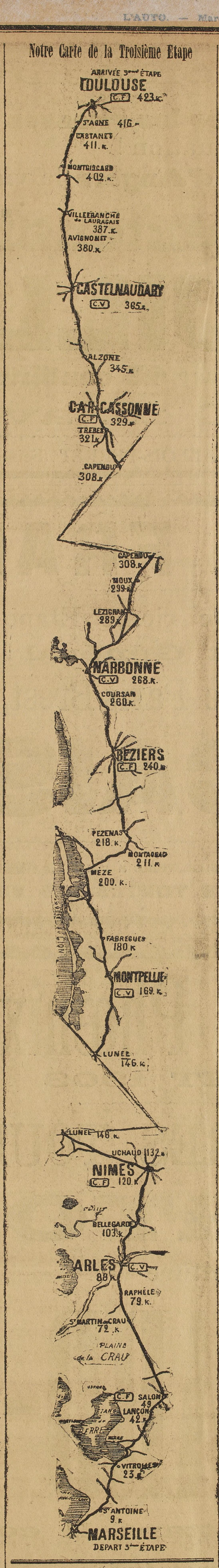
Carte du parcours

- Aux contrôles volants, les concurrents crièrent leurs noms et leurs numéros à haute voix.
- Aux contrôles fixes, les concurrents descendirent de machine et donnèrent une signature sur le registre du contrôle.

| Commune                   | Lieu                                                | Contrôles               | Kilométrage |
| ------------------------- | --------------------------------------------------- | ----------------------- | ----------- |
| Marseille                 | café Riche                                          | départ fictif           | 0           |
| Saint-Antoine             |                                                     | départ réel             | 9           |
| Les Pennes-Mirabeau       |                                                     |                         | 16          |
| Vitrolles                 |                                                     |                         | 23          |
| Lançon                    |                                                     |                         | 42          |
| Salon-de-Provence         | café de l'Avenir, 66 cours Gimant                   | contrôle fixe           | 49          |
| Saint-Martin-de-Crau      |                                                     |                         | 72          |
| Raphèle                   |                                                     |                         | 79          |
| Arles                     | café Puech                                          | contrôle volant         | 88          |
| Bellegarde                |                                                     |                         | 103         |
| Nimes                     | Grand Café, boulevard de l'Esplanade                | contrôle fixe           | 120         |
| Uchaud                    |                                                     |                         | 132         |
| Lunel                     |                                                     |                         | 146         |
| Montpellier               | la Grand Brasserie du Coq d'Or, place de la Comédie | contrôle volant         | 169         |
| Fabrègues                 |                                                     |                         | 180         |
| Mèze                      |                                                     |                         | 200         |
| Montagnac                 |                                                     |                         | 211         |
| Pézenas                   |                                                     |                         | 218         |
| Béziers                   | Cale Bayes, 32, avenue de Pézenas                   | contrôle fixe           | 240         |
| Coursan                   |                                                     |                         | 260         |
| Narbonne                  | Hôtel de l'Univers, en face de la gare              | contrôle volant         | 268         |
| Lézignan                  |                                                     |                         | 280 / 289   |
| Moux                      |                                                     |                         | 299         |
| Capendu                   |                                                     |                         | 308         |
| Trèbes                    |                                                     |                         | 321         |
| Carcassonne               | café Continental, avenue de la Gare                 | contrôle fixe           | 329         |
| Alzonne                   |                                                     |                         | 349 / 345   |
| Castelnaudary             | café Notre-Dame                                     | contrôle volant         | 365         |
| Avignonet-Lauragais       |                                                     |                         | 386 / 380   |
| Villefranche-de-Lauragais |                                                     |                         | 397 / 387   |
| Montgiscard               |                                                     |                         | 402         |
| Castanet                  |                                                     |                         | 411         |
| Toulouse                  | Saint-Agne (Toulouse Sud-Est)                       |                         | 416         |
| Toulouse                  | café Saint-Michel                                   | point de neutralisation |             |
| Toulouse                  | Vélodrome du Bazacle                                | contrôle d'arrivée      | 423         |

## Classement de l'étape
Les dix premiers de l'étape sont :
| Classement de la 3e étape | Classement de la 3e étape | Classement de la 3e étape | Classement de la 3e étape | Classement de la 3e étape |
|                           | Coureur                   | Pays                      | Équipe                    | Temps                     |
| ------------------------- | ------------------------- | ------------------------- | ------------------------- | ------------------------- |
| 1er                       | Hippolyte Aucouturier     | France                    | Bicyclette Crescent       | en 17 h 55 min 4 s        |
| 2e                        | Eugène Brange             | France                    |                           | à 32 min 22 s             |
| 3e                        | Julien Lootens            | Belgique                  | Bicyclette Brennabor      | m.t.                      |
| 4e                        | Maurice Garin             | France                    | La Française              | m.t.                      |
| 5e                        | Lucien Pothier            | France                    | La Française              | m.t.                      |
| 6e                        | François Beaugendre       | France                    |                           | à 1 h                     |
| 7e                        | Jean Fischer              | France                    |                           | à 1 h 35 min 18 s         |
| 8e                        | Rodolfo Muller            | Italie                    | La Française              | à 1 h 35 min 19 s         |
| 9e                        | Aloïs Catteau             | Belgique                  | La Française              | à 1 h 35 min 20 s         |
| 10e                       | Marcel Kerff              | Belgique                  |                           | m.t.                      |
| modifier                  |                           |                           |                           |                           |

## Classement général
| Classement général | Classement général  | Classement général | Classement général   | Classement général |
|                    | Coureur             | Pays               | Équipe               | Temps              |
| ------------------ | ------------------- | ------------------ | -------------------- | ------------------ |
| 1er                | Maurice Garin       | France             | La Française         | en 51 h 7 min 40 s |
| 2e                 | Léon Georget        | France             | Bicyclette Aiglon    | à 1 h 58 min 53 s  |
| 3e                 | Lucien Pothier      | France             | La Française         | à 2 h 58 min 0 s   |
| 4e                 | Marcel Kerff        | Belgique           |                      | à 2 h 59 min 23 s  |
| 5e                 | François Beaugendre | France             |                      | à 3 h 42 min 8 s   |
| 6e                 | Fernand Augereau    | France             | La Française         | à 3 h 44 min 42 s  |
| 7e                 | Jean Fischer        | France             | La Française         | à 3 h 53 min 20 s  |
| 8e                 | Rodolfo Muller      | Italie             | La Française         | à 4 h57 s          |
| 9e                 | Julien Lootens      | Belgique           | Bicyclette Brennabor | à 5 h 58 min 56 s  |
| 10e                | Gustave Pasquier    | France             | La Française         | à 6 h 49 min 45 s  |
| modifier           |                     |                    |                      |                    |